# Naiste Meistriliiga 2009
Die Naiste Meistriliiga 2009 war die 14. Auflage der höchsten estnischen Frauenfußballliga. Die Liga wurde von drei Vereinen dominiert. Der Rekordmeister FC Levadia Tallinn sicherte sich am Ende der Saison seinen 9. Meistertitel und qualifizierte sich für die UEFA Women’s Champions League.

## Tabelle
- 1. FC Levadia Tallinn  (21 / 19 /  1 /  1 / 110:12  - 58)
- 2. FC Flora Tallinn    (21 / 16 /  2 /  3 /  96:13  - 50)
- 3. Pärnu JK             (21 / 16 /  1 /  4 / 128:17  - 49)
- 4. Pölva FC Lootos      (21 / 10 /  3 /  8 /  39:44  - 33)
- 5. JK Tallinna Kalev    (21 /  7 /  4 / 10 /  26:47  - 25)
- 6. JK Tammeka Tartu     (21 /  5 /  3 / 13 /  22:68  - 18)
- 7. JK Nömme Kalju       (21 /  1 /  3 / 17 /  14:131 -  6)
- 8. FC Kuressaare        (21 /  0 /  3 / 18 /   9:112 -  3)

- Alle Spiele 2009

## Relegation Playoff
- Tartu JK Tammeka - Pärnu JK Vaprus  4:1
- Nömme JK Kalju - FC Kuressaare     2:1

- Tartu JK Tammeka - Nömme JK Kalju   2:0

- Absteiger: Nömme JK Kalju, FC Kuressaare

## Nationalmannschaft
- 24. April 2009 in Pölva (ca.144), Women Baltic Cup 2009
- Estland - Lettland  5:0 (3:0) (Pajo 08.-24.-45., Emajöe 54., Aarna 85.)
- Aufstellung: Meetua, Öunpuu, Palmaru (53. Prants), Saar (61. Jaadla), Loo, Emajle (70. Pello), Pajo (75. Aarna), Zlidnis, Paulus, Sasova (53. Zernosekova), Morkovkina

- 26. April 2009 in Pölva (ca.70), Women Baltic Cup 2009
- Estland - Litauen  1:0 (0:0) (Pajo 59.)
- Aufstellung: Meetua, Öunpuu, Palmaru, Loo (73. Prants), Emajöe (53. Jekimova), Pajo (90. Aarna), Zlidnis, Jaadla, Paulus, Sasova (90. Pello), Morkovkina (65. Zernosekova)

- 12. Mai 2009 in Jerewan (ca.800), UEFA Mini-Turnier
- Estland - Armenien  3:0 (0:0) (Morkovkina 70.-72., Aarna 83.)
- Aufstellung: Meetua, Öunpuu, Palmaru (82. Himanen), Jekimova (82. Vals), Saar, Loo (86. Pello), Zernosekova (29. Aarna), Zlidnis (33. Jaadla), Paulus, Sasova (62. Prants), Morkovkina

- 14. Mai 2009 in Jerewan (ca.250), UEFA Mini-Turnier
- Estland - Kasachstan  2:1 (1:1) (Morkovkina 26., Loo 76.)
- Aufstellung: Meetua, Öunpuu, Prants, Palmaru (72. Sasova), Jekimova, Saar, Loo (90. Vals), Aarna (86. Jaadla), Zlidnis, Paulus, Morkovkina

- 30. Juni 2009 in Belgrad (ca.80), Universiade FISU Women Turnier
- Estland - Great Britain  0:10 (0:7)
- Aufstellung: Laar, Sevoldajeva (32. Hein), Prants, Palmaru, Jaadla, Zernosekova (51. Lilleste), Aarna, Zlidnis, Raadik, Russakova (60. Mikiver), Liibak (40. Kesvatera)

- 2. Juli 2009 in Smederevo (ca.120), Universiade FISU Women Turnier
- Estland - Russland  0:9 (0:3)
- Aufstellung: Ott (62. Zernosekova), Brant (47. Raadik), Hein, Sevoldajeva, Kesvatera, Hoop, Lilleste (54. Aarna), Peterson, Kaljuve, Liibak (46. Zlidnis), Mikiver

- 6. Juli 2009 in Zeleznik (ca.100), Universiade FISU Women Turnier Platz 9.-15.
- Estland - Südafrika  2:1 (1:1) (Palmaru 14., Aarna 81.)
- Aufstellung: Laar, Brant, Kesvatera (59. Lilleste), Palmaru, Jaadla, Aarna, Zlidnis, Raadik (78. Hein), Russakova (73. Zernosekova), Kaljuve (46. Sevoldajeva), Mikiver

- 8. Juli 2009 in Obilić (ca.70), Universiade FISU Women Turnier Platz 9.-12.
- Estland - Polen  2:8 (1:4) (Aarna 29., Palmaru 81.)
- Aufstellung: Laar (69. Ott), Hein (50. Kaljuve), Prants, Palmaru, Zernosekova (54. Kesvatera), Aarna, Lilleste, Petersson (87. Liibak), Zlidnis, Raadik, Mikiver

- 10. Juli 2009 in Smederevo (ca.300), Universiade FISU Women Turnier Platz 11./12.
- Estland - Serbien  0:4 (0:2)
- Aufstellung: Laar, Ott (46. Kesvatera), Sevoldajeva (46. Zernosekova), Prants, Palmaru, Jaadla, Aarna, Zlidnis, Raadik (81. Liibak), Mikiver (68. Peterson)

- 17. September 2009 in Reykjavík, WM Qualifikation
- Estland - Island  0:12 (0:7)
- Aufstellung: Meetua, Jaadla, Palmaru (46. Himanen), Prants (56. Emajöe), Paulus, Loo, Morkovkina, Pajo, Raadik, Aarna, Jekimova (46. Pello)

- 28. Oktober 2009 in Le Havre, WM Qualifikation
- Estland - Frankreich  0:12 (0:6)
- Aufstellung: Meetua, Emajöe, Zlidnis (59. Prants), Paulus, Jaadla, Raadik, Loo, Sasova, Pajo (54. Aarna), Himanen (70. Palmaru), Morkovkina